# Szigetmonostor
Szigetmonostor is een plaats (község) en gemeente in het Hongaarse comitaat Pest. Szigetmonostor telt 2004 inwoners (2006).